# Justin Shenkarow

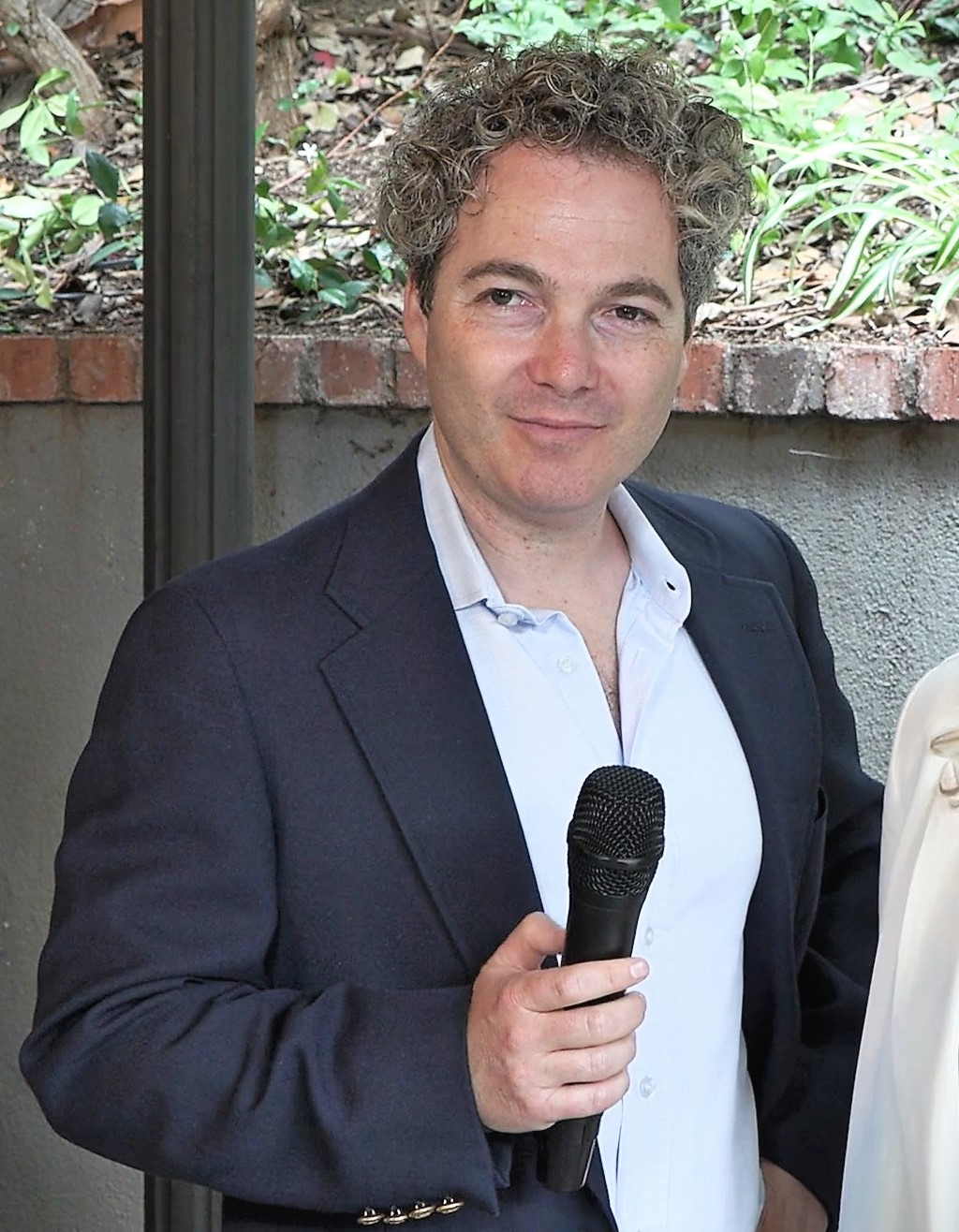
Justin Shenkarow, 2022

Justin Shenkarow (* 17. Oktober 1980 in Torrance, Kalifornien, USA) ist ein US-amerikanischer Schauspieler.

## Leben und Karriere
Justin Shenkarow stand im Alter von neun Jahren das erste Mal vor der Kamera. Er trat als Gastdarsteller in zahlreichen Serien wie Wer ist hier der Boss? und Der Prinz von Bel-Air auf. Von 1991 bis 1992 spielte er eine Hauptrolle in der Serie Eerie, Indiana und war von 1992 bis 1996 in der Serie Picket Fences – Tatort Gartenzaun als Matthew Brock zu sehen.
Er besitzt mittlerweile eine eigene Produktionsfirma mit dem Namen Shake That Fro Productions, die Kurzfilme produziert.
2001 machte Justin Shenkarow seinen Abschluss in dem Fach Wirtschaft an der renommierten Stanford University.
2004 wurde er in das Screen Actors Board gewählt und führte dort für fünf Jahre den Vorsitz über das Komitee für junge Schauspieler.
Als Synchronsprecher leiht er regelmäßig Zeichentrick- und Animationsfiguren seine Stimme. So sprach er in der Zeichentrickserie Hey Arnold! über zehn Jahre verschiedene Rollen und war in Filmen wie Garfield 2 - Faulheit verpflichtet und Spider-Man: A New Universe zu hören.

## Auszeichnungen
Justin Shenkarow wurde je zweimal für seine Rollen in Eerie, Indiana und Picket Fences – Tatort Gartenzaun für den Young Artist Award nominiert.

## Filmografie (Auswahl)
- 1989: Dad's a Dog
- 1990: Der Prinz von Bel-Air (The Fresh Prince of Bel-Air, Fernsehserie, Folge 1x15 Deck the Halls)
- 1990: Wer ist hier der Boss? (Who's the Boss?, Fernsehserie, Folge 6x19 Take Me Back to the Ballgame)
- 1991–1992: Eerie, Indiana (Fernsehserie, 19 Folgen)
- 1992–1996: Picket Fences – Tatort Gartenzaun (Picket Fences, Fernsehserie, 78 Folgen)
- 1998: Hör mal, wer da hämmert (Home Improvement, Fernsehserie, Folge 7x20 The Write Stuff)
- 1998: Profiler (Fernsehserie, Folge 2x10 Dying to Live)
- 2001: Boston Public (Fernsehserie, Folge #2x5 Chapter Twenty-Seven)
- 2005: House of the Dead II
- 2007: Aliens in America (Fernsehserie, Folge 1.01 Pilot)
- 2009: Fuel
- 2011: Make a Movie Like Spike
- 2015: Z Nation (Fernsehserie, Folge 2x11 Corporate Retreat)
- 2017: Hey Arnold! Der Dschungelfilm (Hey Arnold! The Jungle Movie)
- seit 2021: Spidey und seine Super-Freunde (Spidey and His Amazing Friends, Animationsserie)